# Напарник комика

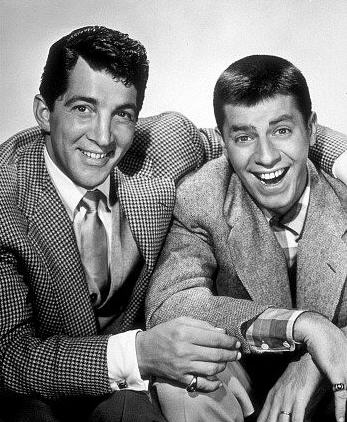
В популярном комическом дуэте Дин Мартин (слева) выступал в роли мягкого и обходительного «серьёзного человека», а Джерри Льюис — в роли шумного и глуповатого комика

Напарник комика, или (в англоязычной традиции) правильный парень (буквально «серьёзный человек»; англ. straight man) — невозмутимый партнёр комика в комическом дуэте. Подобное амплуа распространёно и в иных типах комедийного представления — например, в скетче и фарсе. 
Когда комик ведёт себя эксцентрично, от его партнёра по дуэту ожидается сохранение самообладания и (как правило) подбрасывание ему реплик, на которые тот реагирует, вызывая смех публики. Если соответствующий актёр вдруг теряет невозмутимость и сам начинает смеяться, то это может расцениваться как выпадение из образа. Впрочем, иногда именно «правильный парень» вызывает улыбки зрителей своими саркастическими замечаниями по поводу проделок «комика» (как в случае, например, Тарапуньки и Штепселя, когда Штепсель всегда остаётся невозмутимо спокоен, что бы ему ни сказал Тарапунька). Также известны случаи, когда партнёры по комическому дуэту на короткое время меняются ролями, что вызывает дополнительный комический эффект.
Противопоставление комическому персонажу серьёзного известно с давних времён: например, в романе Сервантеса проделки Санчо Пансы оттеняет печальный Дон Кихот (или скорее наоборот). Персонаж комедии, не игравший собственно комической роли и не призванный вызывать смех публики, исторически был известен как «простак» и (в англоязычных странах) «статист». В водевилях эффектные исполнители в этом амплуа встречались гораздо реже комиков. Имя «простака» на афишах и в анонсах обычно указывалось первым, и он обычно получал 60 % прибыли. Это помогало ему избавиться от чувства обиды за то, что не он вызывает смех и одобрение публики, и помогало удерживать такого исполнителя в команде.
Эббот и Костелло, один из самых популярных комедийных дуэтов Америки 1940-х и 1950-х годов, начинали как артисты ночных клубов. В этом дуэте неуклюжему Лу Костелло противостоял Бад Эбботт с невозмутимым лицом; Эбботт, что необычно, позволил Костелло получать больший гонорар, чтобы тот оставался в команде.
В комедийном трио Гайдая за невозмутимость отвечает «Бывалый». Хотя в целом современные кинокомедии обычно обходятся без статистов, соответствующая фигура до сих пор часто встречается в ситкомах: например, Джим Халперт из «Офиса», Бен Уайатт из «Парков и зон отдыха» и Джерри Сайнфелд из «Сайнфелда».
Женщины также могут выступать в амплуа «серьёзного человека», хотя таких примеров не так много, как в случае с мужчинами: Маргарет Дюмон, часто появлявшаяся в фильмах братьев Маркс, и Пэм Доубер, которая выступала с Робином Уильямсом в телесериале «Морк и Минди».
В японских комедийных аниме «серьёзный человек» известен как цуккоми: примеры — Симпати Симура и Тосиро Хидзиката из Gintama, Химэко из Sket Dance, Сайки Кусуо из The Disasterous Life of Saiki K., Юко из Nichijou и Тадакуни из Danshi Koukousei no Nichijou. Ранее подобный персонаж был характерен для комического жанра мандзай.